# 天津巡撫
天津巡撫，為明朝後期設立的一個巡撫職位。

## 沿革
- 明朝萬曆二十五年（1597年）九月，從保定巡撫中分立，專門事務海上防禦，最初並無陸地管轄。
- 萬曆二十七年（1599年），罷制。
- 天啟元年（1621年），恢復編制，轄保定巡撫的河間府、順天巡撫的順天府下武清縣、寶坻縣，永平府下的灤州、樂亭縣，以及沿海島嶼。
- 崇禎四年（1631年），因設置山永巡撫，灤州、樂亭縣改屬山永巡撫。
- 清朝順治元年六月初三另设天津总督，骆养性担任，十月初十裁撤，復設天津巡撫。
- 順治六年裁撤。

| 姓名                                           | 生卒年         | 字   | 籍贯              | 出任年                 | 卸任年                 | 备注 |
| ---------------------------------------------- | -------------- | ---- | ----------------- | ---------------------- | ---------------------- | --- |
| 明朝萬曆二十五年九月始設天津巡撫               |                |      |                   |                        |                        | |
| 萬世德                                         | 1547年－1603年 | 伯修 | 山西偏關          | 萬曆二十五年（1597年） | 萬曆二十六年（1598年） | 號邱澤，晚號震澤。萬曆二十五年九月戊戌由山東兵備副使，加右僉都御史升任；萬曆二十六年六月丙子改經略朝鲜軍務。                                                                                           |
| 汪應蛟                                         | 1550年－1628年 | 潜夫 | 南直隸婺源        | 萬曆二十六年（1598年） | 萬曆二十七年（1599年） | 號登原。萬曆二十六年六月丁丑自經略朝鲜右僉都御史調任；萬曆二十七年正月丙子遷保定巡撫，罷制。 |
| 畢自嚴                                         | 1569年－1638年 | 景曾 | 山東淄川          | 天啟元年（1621年）     | 天啟二年（1622年）     | 號白陽。天啟元年四月丁丑由太僕寺卿，改右僉都御史調任。七月壬戌加“贊理遼東軍務銜”；天啟二年三月乙丑遷戶部右侍郎、督理遼東糧餉。                                                                         |
| 李邦華                                         | 1574年－1644年 | 孟闇 | 江西吉水          | 天啟二年（1622年）     | 天啟三年（1623年）     | 號懋明。天啟二年四月乙亥由光祿寺少卿、加右僉都御史升任；天啟三年閏十月戊戌遷兵部右侍郎。 |
| 畢自嚴                                         | 1569年－1638年 | 景曾 | 山東淄川          | 天啟三年（1623年）     | 天啟五年（1625年）     | 天啟三年閏十月辛亥自右都御史兼戶部左侍郎調任。天啟五年三月甲寅遷南京都察院右都御史。 |
| 李長庚                                         | 1572年－1641年 | 酉卿 | 湖廣麻城          | 天啟五年（1625年）     | 天啟五年（1625年）     | 號孟白。天啟五年三月甲戌起戶部尚書管右侍郎事暨右副都御史督理遼東糧餉兼任。六月庚辰在籍辭新命。 |
| 黃運泰                                         | 1542年－1630年 | 仲升 | 河南永城          | 天啟五年（1625年）     | 崇禎元年（1628年）     | 號際雲。天啟五年六月壬寅由太僕寺卿升任；六年七月壬辰改戶部右侍郎暨右僉都御史督理遼東糧餉兼任。十二月壬戌加陞戶部尚書銜；七年八月乙未加授太子太傅；崇禎元年三月甲申以坐閹黨事，判處“結交近侍罪”，劾罷。 |
| 崔爾進                                         | 1575年－1640年 | 漸逵 | 陝西西安府 長安縣 | 崇禎元年（1628年）     | 崇禎二年（1629年）     | 崇禎元年四月甲午由戶部右侍郎，改右僉都御史調任；崇禎二年二月癸丑回理部事。 |
| 翟鳳翀                                         | 1577年－1634年 | 爾騰 | 山東淄川          | 崇禎三年（1630年）     | 崇禎四年（1631年）     | 號凌玄。崇禎二年二月癸亥自巡撫延綏右僉都御史，加兵部右侍郎銜調任，崇禎四年十一月戊辰以病告歸。 |
| 鄭宗周                                         | 1581年－1666年 | 伯忱 | 山西文水          | 崇禎四年（1631年）     | 崇禎六年（1633年）     | 號意葵。崇禎四年十二月癸酉以太僕寺卿，改右僉都御史調任；崇禎六年七月己未以丁母憂歸。 |
| 賀世壽                                         | 1584年－1655年 | 函伯 | 南直隸丹陽        | 崇禎六年（1633年）     | 崇禎十年（1637年）     | 號中泠，晚號山甫。崇禎六年八月庚午以太僕寺少卿，加右僉都御史陞任；崇禎十年三月乙丑遷南京戶部侍郎。 |
| 杜三策                                         | 1580年－1645年 | 毅齋 | 山東東平          | 崇禎十年（1637年）     | 崇禎十二年（1639年）   | 崇禎十年閏四月壬寅以太僕寺卿，加兵部右侍郎兼右僉都御史調任；崇禎十二年三月丙戌因罪劾罷。 |
| 李繼貞                                         | 1576年－1642年 | 征尹 | 南直隸蘇州        | 崇禎十二年（1639年）   | 崇禎十四年（1641年）   | 號萍槎。崇禎十二年五月己卯由順天府府丞，加兵部右侍郎暨右僉都御史兼督理薊遼糧餉升任；崇禎十四年十月壬戌開缺回籍，命閑住。                                                                               |
| 馮元颺                                         | 1572年－1644年 | 爾賡 | 浙江慈谿          | 崇禎十四年（1641年）   | 崇禎十七年（1644年）   | 號留仙。崇禎十四年十一月戊子由天津兵備道、右僉都御史陞任。崇禎十七年三月丁巳致仕，未及起程，守軍譁變被逐，從海路歸鄉。                                                                                 |
| 大順永昌元年續設天津巡撫                       |                |      |                   |                        |                        | |
| 原毓宗                                         | 1594年－1663年 | 礪岳 | 陝西蒲城          | 永昌元年（1644年）     | 永昌元年（1644年）     | 永昌元年三月庚申以天津兵備道奉表迎降，五月庚戌降清去職。順治三年起用為山西按察使司僉事兼井陘兵備副使。                                                                                                 |
| 清朝順治元年六月改設天津總督，十月復設天津巡撫 |                |      |                   |                        |                        | |
| 骆养性                                         | 1591年－1649年 | 太和 | 湖廣嘉魚          | 順治元年（1644年）     | 順治元年（1644年）     | 原明朝錦衣衛左都督。順治元年六月己未仍以原官總督天津等處軍務，九月丙寅以違旨擅迎南明使臣，革總督仍留太子太保左都督銜。                                                                                 |
| 雷興                                           | 1595年—1653年  | 啟惟 | 遼東遼陽          | 順治元年（1644年）     | 順治二年（1645年）     | 順治元年十月乙丑以都察院副理事官，升右副都御史巡撫天津；順治二年四月辛酉遷陝西巡撫。 |
| 張忻                                           | 1590年－1658年 | 靜之 | 山東萊州          | 順治二年（1645年）     | 順治四年（1647年）     | 順治二年四月壬戌起故明刑部尚書，為兵部右侍郎兼右副都御史巡撫天津；順治四年九月戊申鎮壓靜海民兵不力，降調二級，尋以病致仕。                                                                             |
| 李猶龍                                         | 1588年－1653年 | 豈耳 | 陝西旬陽          | 順治四年（1647年）     | 順治五年（1648年）     | 號紫函。順治四年九月丁巳以原委江南安慶巡撫，為右副都御史派任；順治五年八月辛酉以“招撫為名，赴義軍營會飲”獲罪革職。                                                                                     |
| 夏玉                                           | 約1597－1658年 | 君美 | 遼東瀋陽          | 順治五年（1648年）     | 順治六年（1649年）     | 原明朝松山堡游擊將軍，後仕清。順治五年八月乙卯以都察院左副都御史、加兵部左侍郎兼都察院右副都御史調任；順治六年五月庚辰裁天津巡撫職位，八月丙寅遷山東巡撫。                                             |